# Route 320 (Nouveau-Brunswick)
Pour les articles homonymes, voir Route 320.
La route 320 est une route locale du Nouveau-Brunswick située dans le nord-est de la province, entre la baie de Caraquet et la baie des Chaleurs. Elle mesure 9 kilomètres, et est pavée sur toute sa longueur.

## Tracé
La route 320 débute à l'est de Grande-Anse, à l'endroit où la route 11 bifurque vers le sud pour rejoindre Bertrand et Caraquet. La 320 commence par suivre la baie des Chaleurs en traversant Anse-Bleue, puis elle bifurque vers le sud au kilomètre 7 pour traverser la presqu'île de Maisonnette, endroit où elle se termine sur la route 303. 

## Intersections principales
| Route 320  |             |    |                                                                            |                                                   |
| Comté      | Location    | km | Intersection/Destinations                                                  | Notes                                             |
| Gloucester | Grande-Anse | 0  | R-11, Grande-Anse, Bathurst, Caraquet, Tracadie-Sheila                     | Début de la 320                                   |
| Gloucester | Maisonnette | 7  | Chemin des Chalets est, pointe de Maisonnette                              | La 320 bifurque vers le sud                       |
| Gloucester | Maisonnette | 9  | R-303 ouest, rue Châtillon est, Village-des-Poirier, Pointe de Maisonnette | Fin de la 320 sur le terminus est de la route 303 |